# Любомирский, Ян Теодор
Князь Ян Теодор Константин Любомирский (пол. Teodor Józef Konstanty Lubomirski; 1683[…], неизвестно — 6 февраля 1745, Уяздов) — польский аристократ и государственный деятель, воевода краковский (1732—1745), староста спишский (1700—1734). Фельдмаршал Австрии и кавалер Ордена Золотого руна. Владелец Ланьцута, Уяздува и Полонного.

## Биография
Представитель польского княжеского рода Любомирских герба «Дружина». Сын маршалка великого коронного и старосты спишского, князя Станислава Ираклия Любомирского (1642—1702), от второго брака с Эльжбетой Денгоф (1656—1702). Братья — генерал коронных войск Франтишек Любомирский (ум. 1721) и воевода черниговский Юзеф Любомирский (1673—1732).
В 1700—1734 годах занимал должность старосты спишского. В 1730 году Ян Теодор Любомирский был избран депутатом на сейм от Краковского воеводства. В 1732 году получил должность воеводы краковского. В 1733 году поддержал избрание саксонского курфюрста Августа III Веттина на польский престол. 
Маршалок двух сеймов (22—27 августа 1729 и 2—14 октября 1730).

## Семья
В 1721 году Любомирский увел у краковского купца Яна Кристича его жену Елизавету из шотландского рода Каллер-Каминг (1685—1776) и начал сожительствовать с ней. В первой половине 1724 года состоялась их свадьба. Женитьба князя на горожанке возмутила польское дворянство; после этого случая многие магнаты перестали навещать его дом. 
В браке родился один сын:
- Князь Каспер Любомирский (1724—1780), староста хмельницкий, генерал-лейтенант русской армии

Кроме того, у Елизаветы была дочь Анна от первого брака, которую Любомирский усыновил и выдал замуж за князя Миклоша Эстергази.